# Люксембурзька фондова біржа
Люксембурзька фондова біржа (фр. Bourse de Luxembourg) (LuxSE) розташована в місті Люксембург на бульварі Йозефа II, 35А.
Голова правління біржі — Ален Кінш, а генеральним директором є Жюлі Беккер.

## Історія

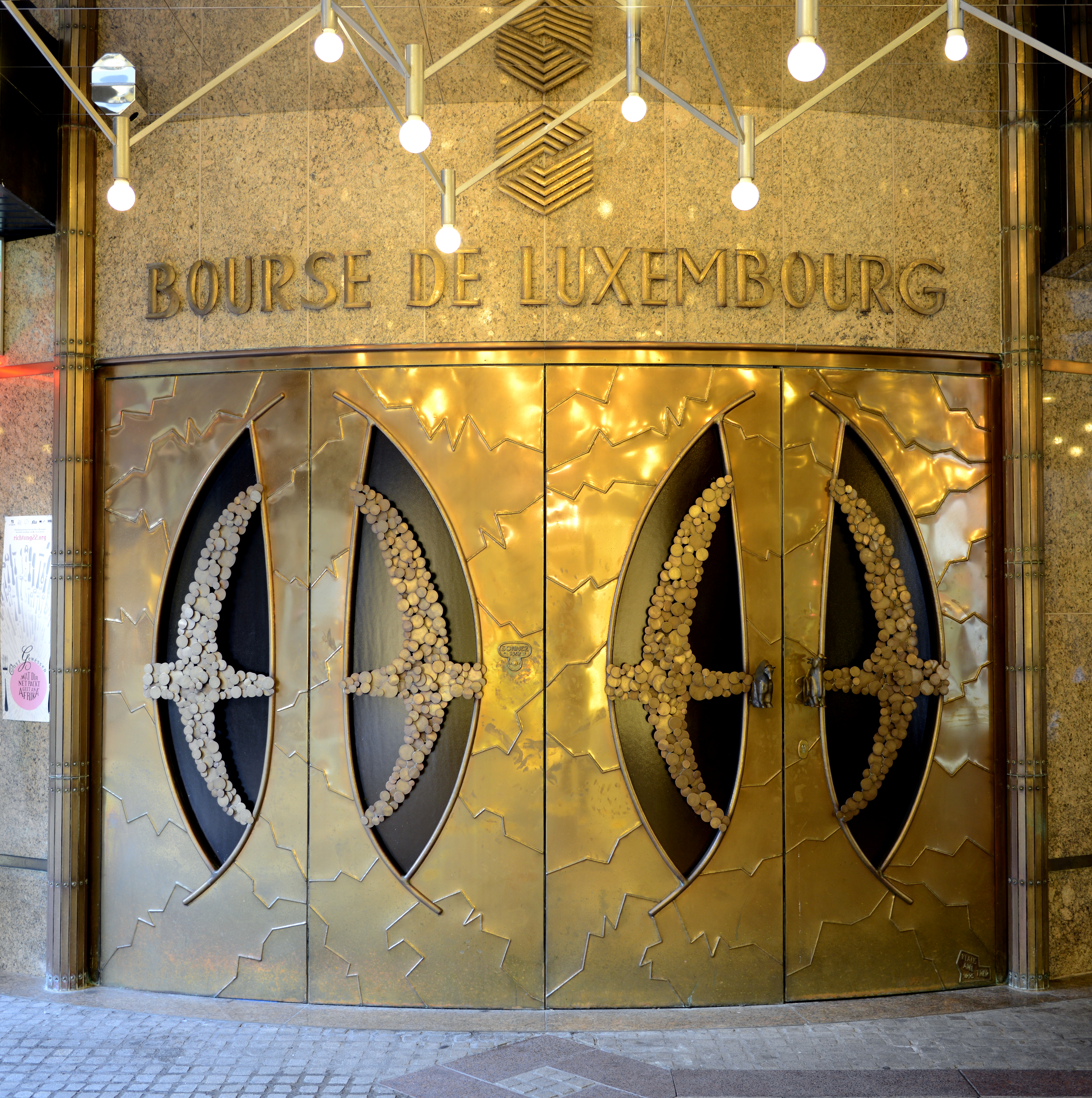
Вхід до Люксембурзької фондової біржі на її колишньому місці

Закон про заснування фондової біржі в Люксембурзі ухвалено 30 січня 1927 року. Компанію засновано як Société anonyme (SA) (корпорація) 5 квітня 1928.
У березні 2014 року LuxSE переїхала до нової штаб-квартири — будівлі «Аврора», зведеної відповідно до концепції екологічного будівництва.